# Транспорт в Мавритании

## Железные дороги
Единственная железнодорожная линия в Мавритании, называемая «Дорога железной руды», связывает Зуэрат, где ведутся разработки железной руды, с морским портом Нуадибу. Протяжённость ж/д путей в стране - 728 км (2014).

## Автомобильный транспорт
Протяжённость дорожной сети в стране - свыше 10,6 тыс. км (2010)(из них свыше 3,1 тыс. км - с твёрдым покрытием). Междугородный транспорт представлен семиместными маршрутными такси Пежо-504, курсирующими между всеми главными городами.

## Авиатранспорт
Существует авиасообщение между крупными городами. В стране действует 30 аэропортов (2013).